# Kokkola
Kokkola (švédsky Karleby) je město na severozápadě Finska v provincii Střední Pohjanmaa, jejíž je správním střediskem. Nachází se na pobřeží Botnického zálivu.

## Historie
Město založil 7. září 1620 švédský král Gustav II. Adolf. Stalo se významným přístavem s loděnicí a výrobou dehtu, sud s dehtem je vyobrazen i v městském znaku. Staré město (Neristan) je vyhledáváno turisty pro zachovanou dřevěnou architekturu. Působil zde zastánce svobodného obchodu Anders Chydenius, jehož zásluhy o rozvoj města připomíná pomník od Waltera Runeberga v městském parku.
Kokkola je nejsevernějším dvojjazyčným městem ve Finsku – 83 % obyvatel hovoří finsky, 12 % švédsky a 5 % jinými jazyky. Tři čtvrtiny obyvatel se hlásí k Finské církvi. Městem prochází Evropská silnice E8. Provozy zde mají kovozpracující firma Boliden a chemická firma Kemira.
Ve městě působí fotbalový klub Kokkolan Palloveikot a hokejový Kokkolan Hermes.

## Partnerská města
Město Kokkola podepsalo smlouvy o spolupráci s těmito městy:
- Härnösand, Švédsko
- Ullånger, Švédsko
- Mörbylånga, Švédsko
- Averøy, Norsko
- Kristiansund, Norsko
- Fredericia, Dánsko
- Ambla, Estonsko
- Järva-Jaani, Estonsko
- Marijampolė, Litva
- Boldog, Maďarsko
- Hatvan, Maďarsko
- Ratingen, Německo
- Fitchburg, USA
- Greater Sudbury, Kanada
- Fushun, Čína